# Roepera crassissima
Roepera crassissima är en pockenholtsväxtart som först beskrevs av Ernest Horace Ising, och fick sitt nu gällande namn av Beier & Thulin. Roepera crassissima ingår i släktet Roepera och familjen pockenholtsväxter. Inga underarter finns listade i Catalogue of Life.